# Aenictogiton
Aenictogitonis een geslacht van mieren uit de onderfamilie van de Aenictogitoninae.

## Soorten
- A. attenuatus Santschi, 1919
- A. bequaerti Forel, 1913
- A. elongatus Santschi, 1919
- A. emeryi Forel, 1913
- A. fossiceps Emery, 1901
- A. schoutedeni Santschi, 1924
- A. sulcatus Santschi, 1919